# Wright Flyer
«Флаєр 1» (англ. Flyer) (у літературі зустрічаються назви Flyer I і 1903 Flyer) — назва літака з двигуном внутрішнього згоряння, сконструйованого й побудованого братами Райт. 17 грудня 1903 року в долині Кітті-Гок на цьому літаку здійснено перший у світовій історії політ, під час якого літальний апарат з людиною піднявся в повітря на тязі двигуна, пролетів уперед, і здійснив посадку на місці з висотою, що дорівнює висоті місця зльоту.

## Історія розробки
Для свого першого літака брати Райт виготовили дерев'яні пропелери, бензиновий двигун (спільно з Чарлі Тейлором) і каркас з ялини. Вартість спорудження «Флаєра-1» склала менше 1000 доларів, це значно менше, ніж 50 000 доларів, які отримав Самуель Ленглі на будівництво «Аеродрома». «Флайєр-1» мав розмах крила 12 м, важив 283 кг, і був оснащений двигуном потужністю 9 кВт і масою 77 кг

### Пропелери
Брати Райт вважали, що розробити пропелер буде не складно і планували використовувати розрахунки для корабельних гвинтів. Однак у літературі не вдалось знайти формул для морських або повітряних гвинтів, і їм довелось розробляти проєкт самостійно. Вони прийшли до висновку, що пропелер — по суті те саме крило, яке обертається у вертикальній площині. Тому для проєктування пропелерів вони скористалися даними великої кількості випробувань в аеродинамічній трубі. Остаточним варіантом став пропелер діаметром 2,6 м з лопатями, виготовленими з трьох склеєних шматків ялини. Брати Райт вибрали подвійний «штовхальний» пропелер (з протилежним обертанням, щоб гасити крутний момент), який мав діяти на більший об'єм повітря, ніж одинарний відносно повільний пропелер, і не впливати на потік повітря на передньому ребрі крил.
Вілбер у березні 1903 року записав, що пропелер дослідного зразка мав ККД 66 %. Сучасні випробування в аеродинамічній трубі пропелерів зразка 1903 року показали, що вони мали ККД більше 75 % в умовах перших польотів, а фактично мали максимальний ККД 82 %. Це дуже велике досягнення, враховуючи, що сучасні дерев'яні пропелери мають найбільший ККД 85 %.

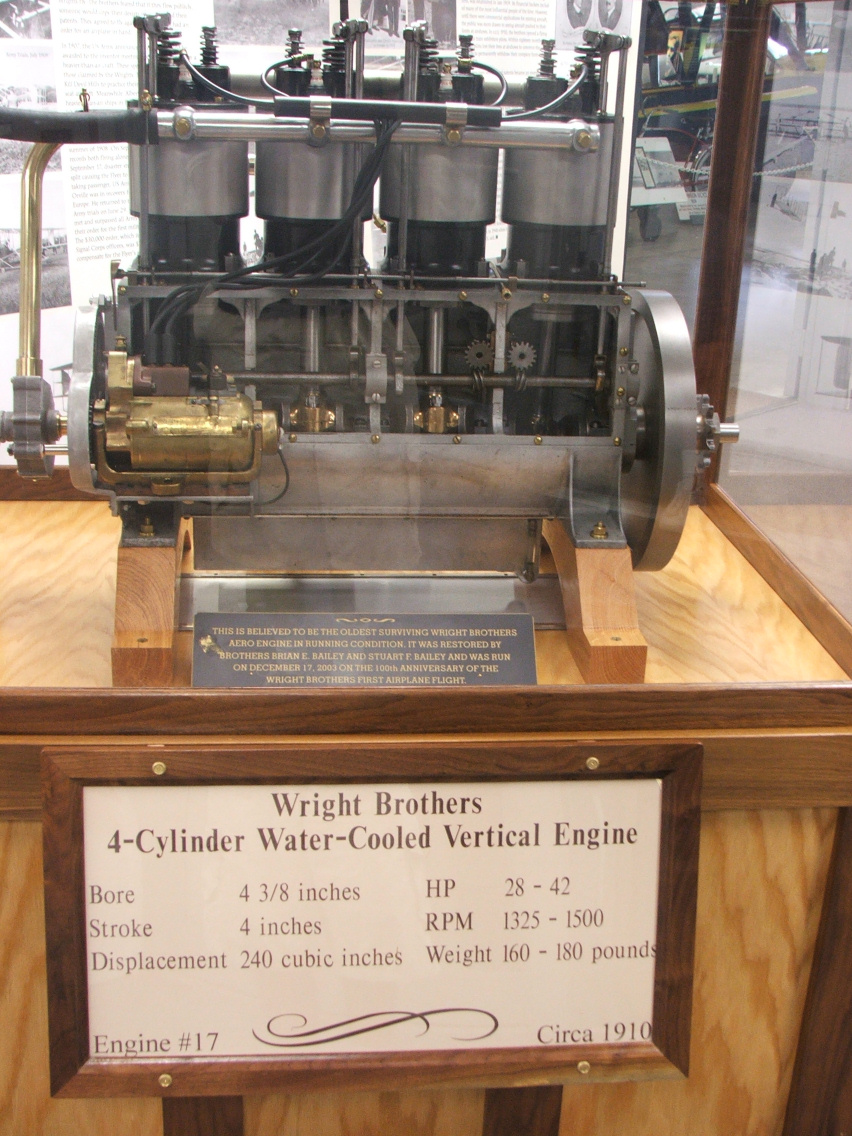
Ранні двигуни, використані братами Райт, як вважається, до наших днів не збереглися, пізніший екземпляр, серійний номер 17 1910 року, міститься в експозиції в Міжнародному аеропорту Бредлі у Віндзор-Локс в Коннектикуті.

### Двигун
Братам Райт для свого літака також був потрібний двигун. Вони написали кільком виробникам двигунів, але жоден з них не зміг задовольнити їхні вимоги до ваги авіаційного двигуна. Вони звернулися до механіка з їхнього магазину, Чарлі Тейлора, який, постійно консультуючись із братами, за шість тижнів побудував двигун. Щоб зменшити вагу двигуна, його основні частини виготовили з алюмінію, що було рідкістю в той час. Двигун Райт-Тейлора був примітивним варіантом сучасних інжекторних систем, він не мав ні карбюратора, ні паливного насоса. Бензин стікав під своєю вагою в картер через гумову трубку з паливного бака, встановленого на розпірці крила.
Ланцюг ланцюгової передачі нагадував велосипедний, проте виготовленим на підприємстві, що виробляло надміцні ланцюги для автомобільних двигунів.

## Польоти
Першу спробу зльоту на літаку здійснив Вілбер 14 грудня 1903 року, вигравши в орлянку право першим злетіти, однак літак упав відразу після зльоту, «Флаєр-1» при цьому незначно постраждав. У листі до родини Вілбер писав, що випробування принесло «тільки частковий успіх», констатуючи, що «потужності цілком достатньо, і якби не дріб'язкова помилка і не брак досвіду з цією машиною і цим методом старту, машина безсумнівно полетіла б гарно». Після ремонту брати Райт нарешті піднялися в повітря 17 грудня 1903, здійснивши два польоти, кожен від рівня землі за зустрічного вітру швидкістю 43 км/год. Перший політ здійснив Орвілл, він пролетів 36,5 м за 12 с, цей політ зареєстровано на відомій фотографії. Наступний політ здійснив Вілбер, пробувши в повітрі 13 с, і подолавши відстань 53 м. Третій політ на 60,5 м тривав 15 с. Висота цих польотів становила близько 3 метрів над рівнем землі. Запис Орвілла Райта про останній політ цього дня:

Зразу ж після полудня Вілл вирушив у четвертий, і останній, політ. Машина стрибала вгору і вниз, як і раніше, але до моменту, коли вона пролетіла 300 футів, Вілл відчув, що вона керується значно краще і рухається рівно. Це відбувалося доти, поки апарат не досяг невеликого пагорба, розташованого на відстані близько 800 футів від місця старту. В цей час знову почалася кільова хитавиця, і в один з моментів пікірування машина врізалася в землю. Під час цього польоту за 59 секунд пройдено відстань 852 фути. Рама переднього керма дуже пошкодилась, але головна рама зовсім не постраждала. Ми оцінили, що машину можна привести в придатний для польотів стан за день або два.Оригінальний текст (англ.)
Wilbur started the fourth and last flight at just about 12 o'clock. The first few hundred feet were up and down, as before, but by the time three hundred feet had been covered, the machine was under much better control. The course for the next four or five hundred feet had but little undulation. However, when out about eight hundred feet the machine began pitching again, and, in one of its darts downward, struck the ground. The distance over the ground was measured to be 852 ft; the time of the flight was 59 seconds. The frame supporting the front rudder was badly broken, but the main part of the machine was not injured at all. We estimated that the machine could be put in condition for flight again in about a day or two.

Свідками польотів були п'ять осіб: Адам Етерідж, Джон Деніелс і Вілл Дуг з берегової команди рятувальників, бізнесмен У. С. Брінклі і хлопчик із села Джонні Мур, що дозволяє вважати ці польоти першими публічними польотами. Оператор телеграфу, що передавав телеграму батькові братів, всупереч їхньому бажанню став джерелом витоку інформації, і наступного дня в кількох газетах з'явилися дуже неточні повідомлення.
Після того, як чоловіки відбуксирували «Флаєр» назад після його четвертого рейсу, потужний порив вітру перевертав його кілька разів, попри спроби запобігти цьому. Дуже пошкоджений, літак більше не піднімався в повітря.
Публікації в пресі привернули увагу відомих бізнесменів братів Годфрі і Семюела Каботів. Годфрі Кабот послав братам Райт вітання і попросив детально описати машину. Отримавши відповідь, Годфрі надіслав повідомлення своєму далекому родичеві, сенатору від штату Массачусетс Генрі Каботу Лоджу, другу президента Теодора Рузвельта. Лодж, у свою чергу, передав відомості про машину Райтів у міністерство оборони, але результату це не дало.

## Доля літака
Нині літак виставлено в Національному музеї авіації та космонавтики Смітсонівського інституту. Однак цьому передували суперечки й судові розгляди між братами Райт і Смітсонівським інститутом через відмову останнього визнати пріоритет першого польоту за братами Райт.

## Тактико-технічні характеристики

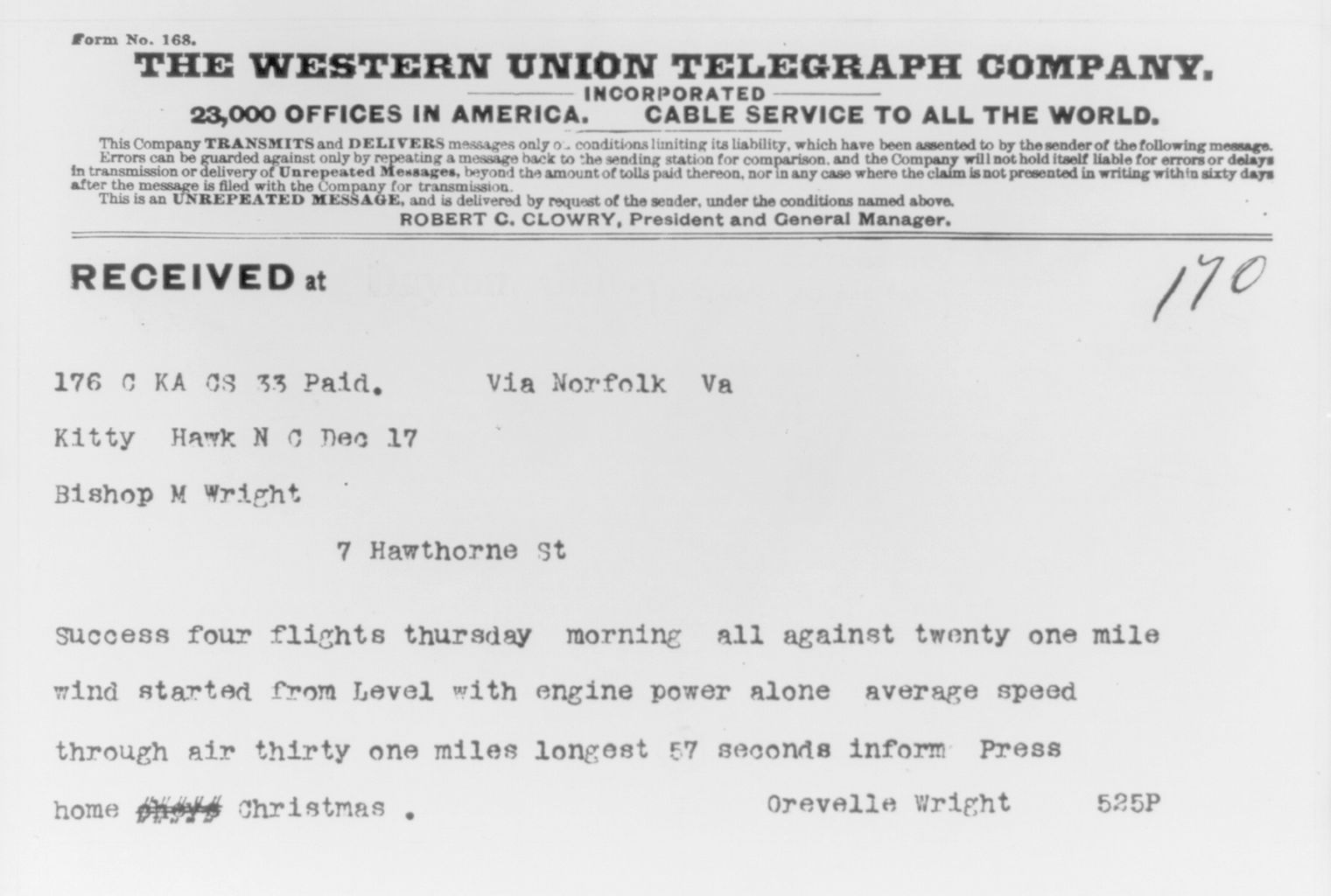
Телеграма батькові від Орвілла Райта з Кітті-Гок, штат Північна Кароліна, з повідомленням про чотири успішно здійснені польоти, 17 грудня 1903 року

Основні характеристики
- Екіпаж: 1
- Довжина: 6,4 м
- Висота: 2,7 м
- Розмах крила: 12,3 м

- Площа крила: 47 м2
- Маса порожнього: 274 кг
- Маса спорядженого: 338 кг
- Силова установка: 1 ×  рядний двигун  12 к. с.[8] ( )

Льотні характеристики
- Максимальна швидкість: 48 км/год
- Навантаження на крило: 7 кг/м2